# انسحاب قوات الولايات المتحدة من أفغانستان (2011–2016)

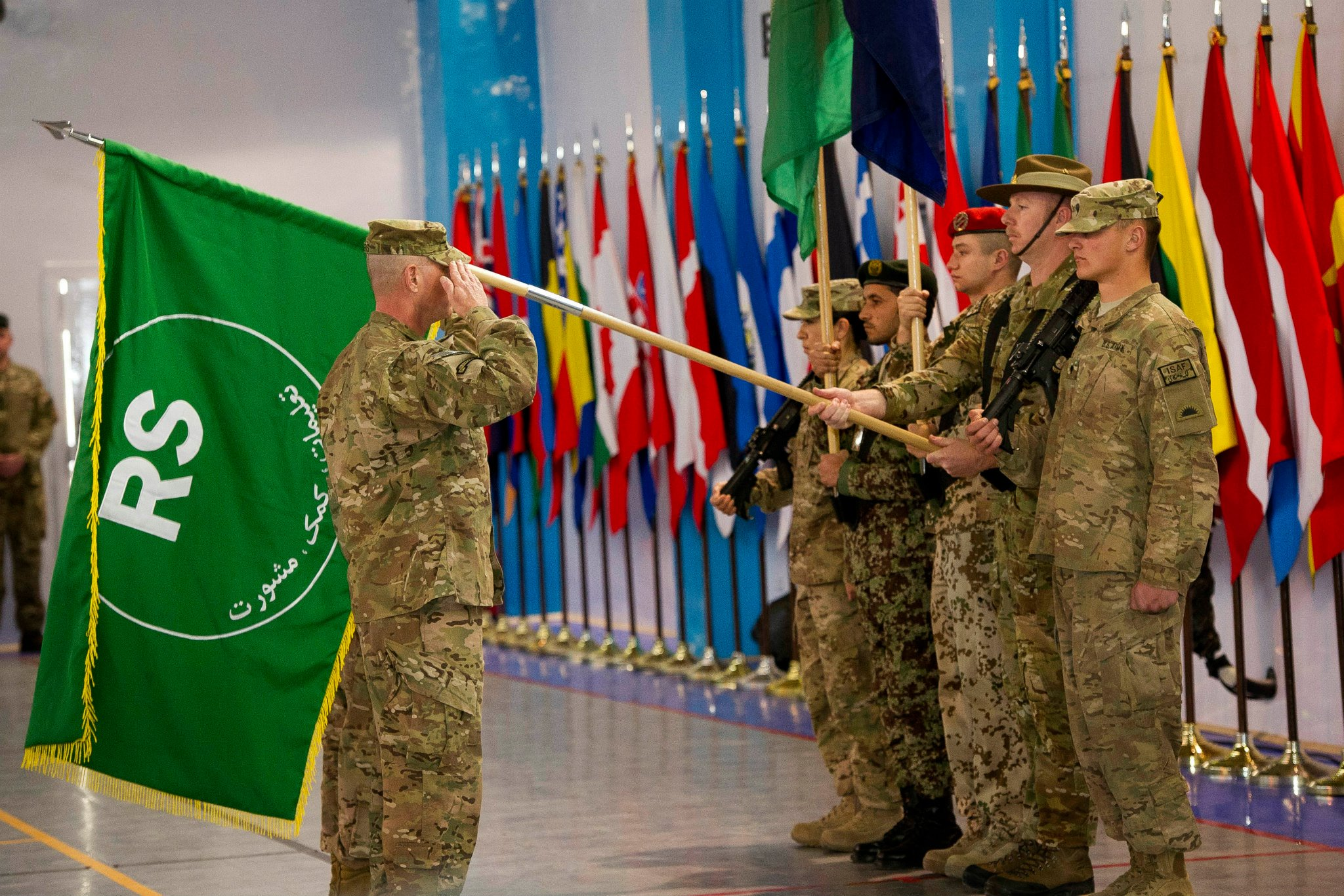
الإبقاء على قوة قوامها 8,400 جندي في 4 حاميات عسكرية

انسحبت القوات المسلحة الأمريكية من الحرب في أفغانستان في الفترة الممتدة بين عامي 2011 و2016. غادرت معظم القوات المقاتلة أفغانستان في عام 2014، ووُضعت خطط لوجودها بعد عام 2014.
خططت منظمة حلف شمال الأطلسي للإبقاء على قوات قوامها 13,000 جندي، بما في ذلك 9,800 أمريكيًا، بصفة استشارية وفي مجال مكافحة الإرهاب في أفغانستان خلال مرحلة عام 2015 من الحرب في أفغانستان، وكان من المتوقع أن تحافظ القوات على وجودها داخل أفغانستان حتى نهاية عام 2016. في يوليو 2016، وفي ضوء تدهور الأوضاع الأمنية، أجلت الولايات المتحدة انسحابها حتى ديسمبر 2016 وقررت الإبقاء على قوة قوامها 8,400 جندي في 4 حاميات عسكرية (كابول وقندهار وبغرام وجلال أباد) إلى أجل غير مسمى بسبب محاولة حركة طالبان العودة بعد معركة قندوز. تم الانسحاب في ديسمبر 2016 وبقي 8,400 جندي.

## معلومات أساسية

### زيادة عدد قوات الولايات المتحدة أثناء إدارة أوباما
بقيت مستويات القوات ثابتة تقريبًا في عهد الرئيس جورج دبليو بوش، سلف الرئيس باراك أوباما، مع نشر نحو ثلاثين ألف جندي أمريكي في أفغانستان. في يناير، انتقل نحو ثلاثة آلاف جندي أمريكي من الفريق القتالي التابع للواء الثالث التابع للفرقة الجبلية العاشرة إلى مقاطعتي لوغار ووارداك. لم تكن تلك القوات سوى الموجة الأولى من الزيادة المتوقعة في التعزيزات التي أمر بها جورج دبليو بوش وزاد باراك أوباما عددها.
في 17 فبراير 2009، أمر باراك أوباما بإرسال 17,000 جندي إضافي إلى أفغانستان لتعزيز الأمن في البلاد، وبالتالي زاد عدد القوات الأمريكية بنسبة 50% ليصبح قوامها 36,000 جندي. ذكر أوباما في بيان خطي أن «هذه الزيادة ضرورية لتحقيق استقرار الحالة المتدهورة في أفغانستان، والتي لم تحظ بالاهتمام الاستراتيجي والتوجيه والموارد التي تتطلبها بصورة عاجلة. عادت حركة طالبان إلى الظهور في أفغانستان، وتدعم القاعدة التمرد وتهدد أمريكا من ملاذها الآمن على طول الحدود الباكستانية.» كان من المتوقع أن تضم عمليات النشر الجديدة للقوات 8,000 من مشاة البحرية الأمريكية من كامب ليغون، كارولينا الشمالية، و4,000 جندي من قوات جيش الولايات المتحدة من فورت لويس، واشنطن و5,000 جندي آخر من فِرق غير محددة من القوات المسلحة الأمريكية. ذكر أوباما كذلك أنه «مقتنع تمامًا بأن الوسائل العسكرية وحدها لا تكفي لحل مشكلة أفغانستان وطالبان وانتشار التطرف في تلك المنطقة.»
صدر قرار آخر بشأن إرسال المزيد من القوات بعد أن أنهت إدارة أوباما استعراضًا شاملًا لسياسة أفغانستان. في 27 مارس 2009، أعلن أوباما عن اعتماد إستراتيجية جديدة لأفغانستان وباكستان، وذلك عقب استعراض مكثف دام 60 يومًا لسياسة البيت الأبيض، استشار فيه القادة العسكريون والدبلوماسيون والحكومات الإقليمية والشركاء وحلفاء حلف شمال الأطلسي ومنظمات المعونة. قال أوباما «أريد من الشعب الأمريكي أن يكون على علم بأن لدينا هدفًا واضحًا ومركّزًا: تعطيل تنظيم القاعدة في باكستان وأفغانستان وتفكيكه وهزيمته، ومنع عودته إلى أي من البلدين في المستقبل. هذا هو الهدف الذي يتعين علينا تحقيقه. وهذا السبب الذي لا يمكن أن يوجد ما هو أفضل منه. أما بالنسبة للإرهابيين الذين يعارضوننا، فإن رسالتي لهم هي نفسها: سنهزمكم.» لهذا الغرض، أعلن أوباما عن عزمه زيادة دعم القوات الأمريكية في أفغانستان، وزيادة المساعدات المُقدمة إلى باكستان ووضع معايير صارمة –كالحد من مستويات العنف والإصابات في أفغانستان، وتحديد مستويات الهجمات الباكستانية ضد المتمردين وحصر المساعدات الأمريكية– لقياس التقدم المحرز في مكافحة القاعدة والطالبان في البلدين. تمثل جزء من استراتيجيته بنشر 4,000 جندي أمريكي –والذي تجاوز العدد الأصلي المسموح به في شباط والبالغ 17,000 جندي – للعمل مدربين ومستشارين للجيش والشرطة الأفغانية. صاحب هذه الخطوة تزايد في أعداد المدنيين الأمركيين المنتقلين إلى أفغانستان للمساعدة في إعادة بناء البنية الأساسية للبلاد. علاوة على التركيز المتجدد على أفغانستان، عملت إدارة أوباما على زيادة الضغط على باكستان للتصدي للملاذات الآمنة لتنظيم القاعدة وحركة طالبان في المناطق القبلية على طول حدودها مع أفغانستان. كان من المقرر زيادة المعونة العسكرية والمدنية الأمريكية. تمثل العنصر الأخير في هذه السياسة بمحاولة إشراك الدول المجاورة لأفغانستان اقليميًا، بما في ذلك روسيا وإيران، في المساعدة على تهدئة الأوضاع في أفغانستان.
صرّح أوباما فيما يتعلق بحالة عام 2009 في أفغانستان أنه «لا يوجد تهديد وشيك للإطاحة بالحكومة، إلا أن طالبان اكتسبت قوة. لم تعُد القاعدة إلى الظهور في أفغانستان بنفس الأعداد السابقة قبل 11 سبتمبر، ولكنها تحتفظ بملاذات آمنة على طول الحدود. تفتقر قواتنا إلى الدعم الكامل الذي تحتاجه للتدريب والشراكة الفعالين مع قوات الأمن الأفغانية وتأمين السكان على نحو أفضل.» في 1 ديسمبر 2009، أعلن أوباما في الأكاديمية العسكرية الأمريكية في ويست بوينت أن الولايات المتحدة سترسل المزيد من القوات إلى أفغانستان بمعدل 30,000 جندي وحدد شهر يوليو من عام 2011 موعدًا لبدء انسحاب القوات الأمريكية خارج البلاد. عقب وعود أوباما التي تمثلت بقدرته على «الوصول بهذه الحرب إلى نهاية ناجحة»، وضع إستراتيجية تسعى إلى عكس اتجاه مكاسب الطالبان في أجزاء واسعة من أفغانستان وحماية الشعب الأفغاني بشكل أفضل وزيادة الضغط على أفغانستان لبناء قدراتها العسكرية وإقامة حكومة أكثر فعالية وزيادة الهجمات على القاعدة في باكستان. قال الرئيس إن العناصر الأساسية الثلاثة للاستراتيجية الجديدة هي «جهد عسكري لتهيئة الظروف اللازمة للانتقال وزيادة أعداد المدنيين الداعمين للعمل الإيجابي وشراكة فعالة مع باكستان» وكان الهدف الأسمى هو «تعطيل القاعدة في أفغانستان وباكستان وتفكيكها وهزيمتها، والحد من قدرتها على تهديد أمريكا وحلفائها في المستقبل.» اختُتم خطاب ويست بوينت باستعراض لاستراتيجية الحرب لمدة ثلاثة أشهر. خلال الاستعراض، طلب أوباما إجراء تقييمات لقوة طالبان في كل مقاطعة على حدة وفعالية القادة الأفغان على صعيد المقاطعات والتوقعات الأمنية العامة لتحديد الكيفية التي يمكن لقوات الولايات المتحدة بها مغادرة مناطق معينة بسرعة. في الأشهر التي سبقت خطاب أوباما في ويست بوينت، ولا سيما في اجتماعه مع رؤساء الأركان المشتركة في 30 أكتوبر 2009 لمناقشة خطة زيادة عدد قواته، صرّح أوباما بأن حرب أفغانستان هي حرب أمريكية، لكنه لا يريد أن يجعلها التزامًا مفتوحًا. وفقًا لصحيفة نيويورك تايمز، غضب أوباما من تسريب تفاصيل مناقشات استعراض حرب أفغانستان لثلاثة أشهر. وبّخ أوباما مستشاريه، قائلًا «لن أتهاون إذا تحدثت إلى الصحافة خارج هذه الغرفة، فذلك يضر بالعملية والدولة والرجال والنساء العسكريين.» علاوة على القوات الأمريكية الإضافية البالغ عددها 30,000 جندي والتي أعلن أوباما نشرها في أفغانستان، أرسل أوباما 22,000 جندي إضافي (كانت تلك الزيادة التي أعلن عنها في وقت سابق من عام 2009) بالإضافة إلى 11,000 جندي أذن بها سلفه لأفغانستان.